# مقاطعة كلادنو
مقاطعة كلادنو (بالتشيكية: Okres Kladno)‏ هي مقاطعة (أوكريس) في إقليم بوهيميا الوسطى في جمهورية التشيك.
عاصمة هذه المقاطعة هي مدينة كلادنو.

## اقرأ أيضاً
- مقاطعات جمهورية التشيك